# فيكين شالدرانيان
فيكين شالدرانيان (بالأرمنية: Վիգեն Չալդրանյան)‏ (و. 1955 – م) هو مخرج سينمائي، وكاتب سيناريو، ومونتير، وممثل، ومنتج أفلام من أرمينيا . ولد في يريفان .

## روابط خارجية
- فيجين شالدرانيان على موقع IMDb (الإنجليزية)
- فيجين شالدرانيان على موقع قاعدة بيانات الفيلم (الإنجليزية)
- فيجين شالدرانيان على موقع كينوبويسك (الروسية)